# Borovo
 Ovo je glavno značenje pojma Borovo. Za druga značenja pogledajte Borovo (razdvojba).
Borovo (srp. ćir. Борово; mađ. Boró; njem. Worow), također poznato kao Borovo Selo (kako bi se razlikovalo od prigradskog naselja Borovo Naselje koje je do 1980. godine također bilo dio katastarske općine Borovo), je selo i općina u Vukovarsko-srijemskoj županiji u istočnom dijelu Hrvatske. Građeno uz obale rijeke Dunav, Borovo dijeli riječnu granicu sa Srbijom i vojvođanskom općinom Bač na drugoj obali. Povijesni razvoj Borova tijesno je povezan s rijekom koja je odigrala ključnu ulogu u njegovu razvoju kao značajnog industrijskog središta.
Unatoč tome što pravno djeluje kao zasebna općina, Borovo je blisko povezano sa susjednim gradom Vukovarom. Dva su mjesta fizički povezana (Borovo je od središta grada udaljeno 7 kilometara), pri čemu Borovo djeluje kao satelitsko naselje Vukovara. Borovo je stanovništvom najveće naselje u Hrvatskoj u kojemu većinu stanovništva čine Srbi u Hrvatskoj. Također ima drugu najveću zajednicu Srba u Vukovarsko-srijemskoj županiji, odmah nakon zajednice Srba u samom Vukovaru.
Početkom 1990-ih, Borovo je bilo zahvaćeno porastom međuetničkih napetosti koje su kulminirale 1991. godine pokoljem u Borovu Selu, jednim od prvih oružanih sukoba koji su se razvili u Domovinski rat. Borovo je do 1995. godine bilo dio samoproglašenih nepriznatih SAO Istočna Slavonija, Baranja i Zapadna Srijem unutar Republike Srpske Krajine, a zatim pod izravnom upravom Ujedinjenih naroda kroz prijelaznu upravu UNTAES. Od završetka prijelazne uprave UN-a Borovo je jedna od općina u kojima se prema Erdutskom sporazumu iz 1995. godine biraju članovi skupštine Zajedničkog vijeća općina, savjetodavnog tijela kulturne samouprave srpske manjine u hrvatskom Podunavlju.

## Zemljopis
Općina Borovo nalazi se na istoku Republike Hrvatske, a upravno pripada Vukovarsko srijemskoj županiji. Nalazi se na 7 km od središta Vukovara, 20 km od Vinkovaca, 45 km od Iloka i 50 km od Županje. Izvan Vukovarsko-srijemske županije obližnji gradovi su Osijek na 36 km, vojođanski gradovi Šid na 43 km, Apatin na 46 km i Bačka Palanka na 51 km. Smještena je na desnoj obali Dunava, cestovnim pravcem od graničnog prijelaza Erdut – Bogojevo udaljena oko 25 km.
Značaj državne ceste Osijek – Vukovar – Erdut na kojoj se nalazi općina, osigurala joj je povezanost sa svim dijelovima županije.
Katastarska Općina Borovo obuhvaća prostor ukupne površine 28,17 km2.
- Geografski položaj Općine Borovo
- Dunav u Borovu
- Dunav u Borovu

## Stanovništvo
Etničke grupe u Borovu (2011.)
██ Srbi (89,73 %)
██ Hrvati (6,57 %)
██ Slovaci (0,46 %)
██ Mađari (0,44 %)
██ Ostali (2,80 %)

### Popis stanovništva 2011. godine
Po popisu stanovništva iz 2011. godine, u općini Borovo, odnosno naselju Borovo živi 5056 stanovnika. Od okončanja rata naselje je kao i ostatak istočne Hrvatske suočen s iseljavanjem mladog stanovništva te je u tom razdoblju bar 100 mladih osoba napustilo mjesto i odselilo se prvenstveno u Englesku, Norvešku, Australiju ili Kanadu.
Nacionalna struktura izgleda ovako:
- Srbi – 4537 (89,73 %)
- Hrvati – 332 (6,57 %)
- Slovaci – 23 (0,45 %)
- Mađari – 22 (0,44 %)
- Bošnjaci – 14 (0,28 %)
- Romi – 12 (0,24 %)
- Crnogorci – 11 (0,22 %)
- Rusini – 10 (0,2 %)
- Ukrajinci – 8 (0,16 %)
- Albanci – 5 (0,1 %)
- Nijemci – 4 (0,08 %)
- Česi – 3 (0,06 %)
- Makedonci – 2 (0,04 %)
- Rusi – 2 (0,04 %)
- Slovenci – 2 (0,04 %)
- Poljaci – 2 (0,04 %)
- ostali – 9 (0,18 %)
- neopredijeljeni – 55 (1,09 %)
- nepoznato – 3 (0,06 %)

### Popis stanovništva 2001. godine
Prema popisu stanovništva iz 2001. godine, općina Borovo imala je 5360 stanovnika, raspoređenih u jednom naselju – Borovu.
Nacionalna struktura:
- Srbi – 4640 (86,57 %)
- Hrvati – 425 (7,93 %)
- Mađari – 29 (0,54 %)
- Slovaci – 21 (0,39 %)
- Rusini – 19 (0,35 %)
- Ukrajinci – 14 (0,26 %)
- Crnogorci – 8 (0,15 %)
- Albanci – 7 (0,13 %)
- Makedonci – 3
- Nijemci – 3
- Rusi – 3
- Česi – 2
- Rumunji – 2
- Slovenci – 2
- Bošnjaci – 1
- Poljaci – 1
- ostali – 8 (0,15 %)
- neopredijeljeni – 161 (3,00 %)
- nepoznato – 11 (0,21 %)

### Narodnosni sastav naseljenog mjesta Borovo
| godina popisa | ukupno | Srbi           | Hrvati         | Jugoslaveni    | ostali       |
| ------------- | ------ | -------------- | -------------- | -------------- | ------------ |
| 2011.         | 5056   | 4537 (89,73 %) | 332 (6,57 %)   | 0 (0 %)        | 187 (3,7 %)  |
| 2001.         | 5360   | 4640 (86,57 %) | 425 (7,93 %)   | 0 (0 %)        | 295 (5,5 %)  |
| 1991.         | 6442   | 5146 (79,88 %) | 604 (9,37 %)   | 410 (6,36 %)   | 282 (4,37 %) |
| 1981.         | 13491  | 5708 (42,30 %) | 3300 (24,46 %) | 3809 (28,23 %) | 674 (4,99 %) |
| 1971.         | 11301  | 6276 (55,53 %) | 3651 (32,30 %) | 986 (8,72 %)   | 388 (3,43 %) |

Razlog nagloga smanjenja stanovništva 1991. godine, u odnosu na 1981. godinu, osim rata, je taj, što je dio naseljenog mjesta Borovo, poznatiji pod imenom Borovo Naselje postao dijelom naseljenog mjesta Vukovar, dok je poznatiji dio pod imenom Borovo Selo nastavio biti posebno naseljeno mjesto.

### Jezik
Temeljem Ustavnog zakona o pravima nacionalnim manjina Općina Borovo je uz hrvatski jezik, u ravnopravnu službenu uporabu na području općine uvela i srpski jezik i ćirilično pismo. Prema odredbama općinskog statuta pripadnici srpske nacionalne manjine na cijelom području općine mogu slobodno iskazivati svoj nacionalni identitet te im se jamči pravo na korištenje jezika i pisma u privatnoj i javnoj domeni. Statut jamči ravnopravnu službenu uporabu ćiriličnog pisma u službenim dokumentima, na pečatima, pločama u svim javnim tijelima kao i u privatnim tijelima s pravom javnosti. Svaki izabani predstavnik i svaki građanin ima pravo primiti dvojezične radne materijale za sve nadolazeće i prijašnje sjednice lokalnog vijeća. Font ćirilčnog pisma mora biti iste veličine kao i latinični font.
| broj stanovnika | 1774  | 1996  | 1812  | 1977  | 2021  | 1929  | 1793  | 2066  | 2677  | 2869  | 5759  | 4859  | 7610  | 6442  | 5360  | 5056  | 3555  |
|                 | 1857. | 1869. | 1880. | 1890. | 1900. | 1910. | 1921. | 1931. | 1948. | 1953. | 1961. | 1971. | 1981. | 1991. | 2001. | 2011. | 2021. |

| broj stanovnika | 1774  | 1996  | 1812  | 1977  | 2021  | 1929  | 1793  | 2066  | 2677  | 2869  | 5759  | 4859  | 7610  | 6442  | 5360  | 5056  | 3555  |
|                 | 1857. | 1869. | 1880. | 1890. | 1900. | 1910. | 1921. | 1931. | 1948. | 1953. | 1961. | 1971. | 1981. | 1991. | 2001. | 2011. | 2021. |

## Uprava
Općina Borovo se sastoji od samo jednog naselja čije ime i nosi.

### Zajedničko vijeće općina
Borovo je jedna od sedam općina u hrvatskom Podunavlju koje sudjeluju u radu Zajedničkog vijeća općina, sui generis tijela koje usklađuje interese srpske zajednice u istočnoj Slavoniji, Baranji i zapadnom Srijemu na području Osječko-baranjske i Vukovarsko-srijemske županije. Iz Općine Borovo, kao podunavske općine sa srpskom većinom, biraju se 2 predstavnika u Skupštinu ZVO-a nasuprot 1 predstavniku koji se bira u općinama sa značajnom srpskom manjinom.

### Općinska uprava
Općinsko vijeće Borova čini 15 izabranih predstavnika koji se biraju na lokalnim izborima. Dominantna politička stranka na lokalim izborima u Borovu od završetka procesa mirne reintegracije 1998. godine je Samostalna demokratska srpska stranka. Na lokalnim izborima 2017. godine sudjelovalo je 1475 ili 36,16 % od 4079 upisanih glasača. Kako bi se osigurala razmjerna zastupljenost hrvatske zajednice u općinskom vijeću, jedan dodatni predstavnik hrvatske nacionalnosti je imenovan u vijeće nakon što nije izabran na izborima.

## Povijest
U mlađem kamenom dobu kraj oko Borova bio je kontinuirano naseljen, i to traje od oko 3400. do 3000. god. pr. Kr. Naselja su bila izgrađena blizu tekuće vode i bara. Kuće su bile zemljane (od pruća oblijepljene blatom), a krov od trske koje je u močvarama bilo u izobilju.
Iz metalnog doba postoji mnogo tragova, koji su vezani za različite utjecaje prvenstveno vučedolske, a također i badenske i kostolačke kulture.
U starom željeznom dobu, ovdje su nastanjeni Iliri, koji su se bavili ribolovom, stočarstvom i zemljoradnjom. 
U mlađem željeznom dobu, na ove prostore se doseljavaju Kelti, čiji su kovani novac, keramika i nakit pronađeni na lokalitetu Gradac.
Za vrijeme Rimljana, u okolini se nalazilo nekoliko naselja. U to vrijeme, jedini prijelaz preko Dunava je bio most kod utvrde Gradac, u čijoj blizini je današnja Savulja (sjeverni dio Borova).
Velikom seobom naroda i raspadom Rimskog Carstva, na ove prostore se doseljavaju Slaveni.
Prvi podaci vezani za ime Borovo datiraju iz 1231. godine kada se spominje kao posjed vukovarskog grada, kada ga je ugarski kralj darovao plemićkoj obitelji Čak. Sve do najezde Turaka pripadalo je različitim vukovarskim veleposjednicima. Borovo je početkom 15. st. bilo trgovačko i obrtničko mjesto, a u selu su se održavali veliki tjedni sajmovi.
Oko 1540. godine Borovo naseljavaju Srbi iz gornjeg Podrinja i Polimlja.
Crkva svetog arhiđakona Stefana izgrađena je u periodu od 1761. do 1764. godine.
U to vrijeme se spominju počeci obrazovanja u sklopu crkve, a po prvi put je osnovana i borovska općina, kojom je upravljao seoski knez i kmetovi. Prvi poznati knez u borovskoj općini 1711. godine bio je Petar Radaković. Oko 1880. godine Borovo ima status samostalne upravne općine s načelnikom, bilježnikom, blagajnikom, poljarom i babicom.
1884. godine ustanovljen je grb općine Borovo, koji je u svom izvornom obliku prihvaćen kao grb danšnje općine.
Prva škola u selu je otvorena 1853. godine.
Prekretnica u razvoju sela se zbiva 1931. godine kada se osniva Batina tvornica gume i obuće. Porastom broja stanovnika i širenjem radničkog naselja, Borovo ponovo dobiva status općine, da bi nakon 2. svjetskog rata postalo mjesna zajednica u sastavu općine Vukovar. 80-ih godina 20. stoljeća iz sastava Borova se izdvaja radničko naselje Borovo Naselje, koje postaje dio samog grada Vukovara.

## Gospodarstvo
Do 1991. godine, osnovni izvori prihoda stanovništva bili su rad u razlčitim granama privrede (kombinat "Borovo", "Vuteks" Vukovar, PIK Vukovar i dr.). Po okončanju rata, dolazi do nužne orijentiranosti na poljoprivrednu proizvodnju (zemljoradnja i stočarstvo). Manji dio stanovništva usmjeren je na malo gospodarstvo i obrtništvo.
Mjesto ima kvalitetne prirodne resurse, sve je to rezultiralo tradicionalnom ratarsko-stočarskom proizvodnjom, razvitkom male privrede i trgovine, te konačno veoma bogate tradicionalne kulture. U Borovu je registrirano 14 gospodarskih subjekata.
Borovo ima planova i mogućnosti u razvoju privrede, posebno uslužnih djelatnosti, poljoprivrede, lova i ribolova. Ima vemoma dobre uvjete za razvoj turizma na upravo idealnim mjestima uz Dunav.

## Poznate osobe
- Tomo Maksimović, gospodarstvenik
- Desanka Šijaković, pjesnikinja

## Spomenici i znamenitosti
- Crkva svetog Stefana u Borovu

## Obrazovanje
U mjestu djeluje osmogodišnja osnovna škola "Borovo", u kojoj se nastavni plan i program realizira na srpskom jeziku i pismu. Također, postoji i dječji vrtić "Zlatokosa" (ranije se zvao "Maslačak").

## Kultura
Kultura, prosvjeta, crkva imaju duboke i uspješne korijene u Borovu i među mještanima Borova, isto kao i sportske aktivnosti.
Kulturno umjetničko društvo "Branislav Nušić" osnovano je 1951. godine. Ima četiri sekcije: folklorna, likovna, dramsko-recitatorska i tamburaška s oko 200 aktivnih članova.

### Manifestacija: Dani Borova
Ideja je bila da se mnogobrojne manifestacije, u oblasti kulture, sporta, privrede, turizma i religije koje se tokom godine održavaju u Borovu spoje u jednu, i u tome se uspelo. Koncentracija svih događanja bila je pod jedinstvenim nazivom "Dani Borova – Borovsko ljeto".
Tijekom godine održavaju se razne manifestacije u Borovu:
- "Međunarodni festival folklora"
- "Prvi glas Borova"
- "Borovski vašar"
- "Turnir u malom nogometu"
- "Poetsko-glazbena večer borovskih umirovljenika"
- "Borovska fišijada"
- "Međunarodna likovna kolonija"

"Dani Borova" i "Borovsko ljeto" kao kruna svih događanja svojim programima privlače pažnju ne samo stanovništva općine već i mnogobrojnih gostiju.
Slogan "Upoznajte ljepote Borova i uživajte u gostoprimstvu Borovaca" poziv je upućen svima, a kad se dođe bar na jednu od mnogobrojnih manifestacija, takoreći cijele godine, u Borovu se baš zbog toga dolazi i stalno vraća.

## Mediji
- Radio Borovo, radio postaja srpske nacionalne manjine

## Šport
- Nogometni klub "Sloga"
- Šah klub "Sloga"
- Karate klub "Sloga"
- Sportsko-ribolovno Društvo "Sloga"
- Školski sportski klub "Sloga" Osnovne škole "Borovo", u okviru kojega djeluju košarkaška, odbojkaška, rukometna, nogometna i stolnoteniska sekcija

## Udruge
- Kulturno-umjetničko društvo "Branislav Nušić"
- Lovačko društvo "Borovo"
- Udruga umirovljenika "Borovo"
- Udruga antifašističkih boraca NOR-a i antifašista
- Udruga pčelara "Milena" Borovo
- "Zavičajno udruženje Srba Ozrena i Posavine"
- Udruga "Plavi Dunav"
- Borovska udruga mladih BUM
- Udruga za uzgoj i zaštitu životinja "Feniks"
- SKD Prosvjeta pododbor Borovo

## Vanjske poveznice
- Službene stranice općine
- Radio Borovo